# الجمعية الأمريكية لمدرسي الفيزياء
تأسست الجمعية الأمريكية لمدرسي الفيزياء (AAPT) في عام 1930 لغرض «نشر المعرفة بالفيزياء، خاصة عن طريق التدريس». يوجد أكثر من 10000 عضو في أكثر من 30 دولة. تشمل منشورات AAPT مجلتين تمت مراجعتهما بواسطة الزملاء، المجلة الأمريكية للفيزياء ومدرس الفيزياء. تعقد الجمعية اجتماعين وطنيين سنويين (في الشتاء والصيف) ولها أقسام إقليمية مع اجتماعاتها وتنظيمها. تقدم الجمعية أيضًا منحًا وجوائز لمعلمي الفيزياء، بما في ذلك جائزة ريتشمير التذكارية، وبرامج ومسابقات لمعلمي الفيزياء والطلاب. يقع مقرها الرئيسي في المركز الأمريكي للفيزياء في كوليج بارك، ماريلاند.